# Мерфи, Джон (композитор)
Джон Мерфи (англ. John Murphy, род. 4 марта 1965, Ливерпуль, Великобритания) — британский композитор и музыкант. Получил известность как композитор музыки для художественных фильмов.

## Биография
Джон Мерфи родился 4 марта 1965 года в Ливерпуле. Музыкант-самоучка, композитор и мультиинструменталист начал свою деятельность в 80-х годах XX века и работал с такими исполнителями, как The Lotus Eaters, Томас Ланг и Клаудиа Брюккен.
В начале 90-х стал писать музыку к фильмам. Его первой картиной стал «Леон — свиновод». К саундтреку этого фильма был причастен и Дэвид Хьюз — бывший участник Orchestral Manoeuvres in the Dark. В дальнейшем Мерфи продолжил сотрудничество с Хьюзом, с которым написал музыку к нескольким британским фильмам, в том числе к фильму Гая Ричи «Карты, деньги, два ствола».
В 2000-х годах Мерфи, обосновавшись в Лос-Анджелесе, написал музыку к таким фильмам, как «Большой куш» того же Гая Ричи, «Бандитский Лондон» Дэна Рида. В дальнейшем работал над саундтреками к фильму «Последнее дело Ламарки» С Робертом Де Ниро в главной роли, к триллеру Дэнни Бойла «28 дней спустя», а впоследствии и к его продолжению «28 недель спустя» (режиссёр —
Хуан Карлос Фреснадильо). Мерфи продолжил сотрудничать с Бойлом и поучаствовал в создании музыки к его двум последующим картинам: драме «Миллионы» и (совместно с британской группой Underworld) научно-фантастическому триллеру «Пекло». В 2006 г. стал автором саундтрека к полнометражной киноверсии сериала «Полиция Майами. Отдел нравов». В 2009 г. написал музыку к фильму «Последний дом слева» — одноимённому ремейку фильма 1972 г., а также к фильму «Инкассатор». Мерфи также сотрудничал с актёрами Хлоей Грейс Морец и Аароном Джонсоном. Они исполняли композицию «In The House — In A Heartbeat» из триллера «28 дней спустя».
В 2020 году, Мерфи написал музыку к фильму Джеймса Ганна — «Отряд самоубийц: Миссия навылет», положив начало их сотрудничеству, которое продолжилось в 2023 году, со «Стражами Галактики. Часть 3». В 2024 году, Мерфи и Дэвид Флеминг написали музыку к «Супермену» 2025 года, первому фильму Вселенной DC, в саундтрек которого они также включили отсылки к теме Джона Уильямса — «Superman March», из фильма 1978 года, снятого Ричардом Доннером.

### Музыка в рекламе
Джон Мерфи является автором музыки и для рекламы. Его работы можно услышать в роликах компаний, среди которых — Reebok, Nike и Apple. В различных трейлерах используются фрагменты его саундтреков к фильмам, в частности — композиция «In the House — In a Heartbeat» из триллера «28 дней спустя».

## Достижения
Композиторская деятельность Джона Мерфи была отмечена призами «Silver Award» (первый приз), «D & AD Award» и «BMI Award». В номинации «Лучший саундтрек» претендовал на «Ivor Novello Award», «RTS Award», и «Brit Award». Мерфи находится на 54 месте по совокупности собранной кассы (400 млн долларов) в составленном журналом MovieScore рейтинге композиторов фильмами, над которыми они работали, и вышедшими в прокат в период с 2000 по 2009 годы в США.

## Предпочтения
В зависимости от настроения Мерфи предпочитает слушать Баха, Пуччини, Джона Леннона, Боба Марли и Radiohead. Среди коллег, пишущих музыку для кино, отмечает в первую очередь Эннио Морриконе, затем Бернарда Херрманна, Макса Стайнера, Дмитрия Тёмкина, Нино Роту, Джона Барри, Джерри Голдсмита, Лало Шифрина, Габриэля Яреда, Анджело Бадаламенти, Говарда Шора, Клинта Мэнселла, Антониу Пинту, Войцеха Киляра, Марка Айшема, The Dust Brothers и Гарри Грегсона-Уильямса. Нелестно отзывается о Хансе Циммере и Джеймсе Хорнере, называя их музыку «сплошным фейерверком без реального чувства».

## Фильмография
| Год  |     | Русское название                | Оригинальное название                 | Роль       |
| ---- | --- | ------------------------------- | ------------------------------------- | ---------- |
| 1992 | ф   | Леон — свиновод                 | Leon the Pig Farmer                   | композитор |
| 1994 | ф   | Большой бедлам                  | Beyond Bedlam                         | композитор |
| 1994 | ф   |                                 | Dinner in Purgatory                   | композитор |
| 1995 | ф   | Полночный пир                   | A Feast at Midnight                   | композитор |
| 1995 | ф   |                                 | Clockwork Mice                        | композитор |
| 1995 | ф   | Протеус                         | Proteus                               | композитор |
| 1996 | ф   | Мракобесие                      | Darklands                             | композитор |
| 1996 | док |                                 | Where the Bad Girls Go                | композитор |
| 1996 | док |                                 | Eunice the Gladiator                  | композитор |
| 1997 | ф   |                                 | Behind the Mask                       | композитор |
| 1997 | с   |                                 | Modern Times                          | композитор |
| 1997 | тф  |                                 | Black Velvet Band                     | композитор |
| 1997 | с   |                                 | The Man Who Made Husbands Jealous     | композитор |
| 1998 | ф   | Стиснув зубы                    | Stiff Upper Lips                      | композитор |
| 1998 | ф   | Мышиная возня                   | What Rats Won't Do                    | композитор |
| 1998 | ф   | Карты, деньги, два ствола       | Lock, Stock and Two Smoking Barrels   | композитор |
| 1998 | ф   | Сказка про Корову               | The Real Howard Spitz                 | композитор |
| 1999 | ф   | Ещё один поцелуй                | One More Kiss                         | композитор |
| 1999 | ф   | Холостяк                        | The Bachelor                          | композитор |
| 1999 | док | Долина                          | The Valley                            | композитор |
| 2000 | ф   | Большой куш                     | Snatch                                | композитор |
| 2000 | ф   | Лайам                           | Liam                                  | композитор |
| 2000 | ф   | Недотёпы                        | Chain of Fools                        | композитор |
| 2001 | ф   |                                 | Hang Time                             | композитор |
| 2001 | тф  |                                 | Strumpet                              | композитор |
| 2001 | тф  | Пылесосить голышом в раю        | Vacuuming Completely Nude in Paradise | композитор |
| 2001 | ф   | Бандитский Лондон               | Shooters                              | композитор |
| 2001 | ф   | Костолом                        | Mean Machine                          | композитор |
| 2002 | ф   | Всё о Бенджаминах               | All About the Benjamins               | композитор |
| 2002 | ф   | Лучшая подруга                  | New Best Friend                       | композитор |
| 2002 | ф   | Последнее дело Ламарки          | City by the Sea                       | композитор |
| 2002 | ф   | 28 дней спустя                  | 28 Days Later…                        | композитор |
| 2002 | ф   | Ещё одна пятница                | Friday After Next                     | композитор |
| 2003 | ф   | Разрыв                          | Intermission                          | композитор |
| 2004 | ф   | Высший балл                     | The Perfect Score                     | композитор |
| 2004 | ф   | Миллионы                        | Millions                              | композитор |
| 2005 | ф   | Угадай, кто?                    | Guess Who                             | композитор |
| 2005 | ф   |                                 | Keeping Up with the Jonesers          | композитор |
| 2005 | ф   | Тот самый человек               | The Man                               | композитор |
| 2006 | ф   | Основной инстинкт 2             | Basic Instinct 2                      | композитор |
| 2006 | ф   | Полиция Майами. Отдел нравов    | Miami Vice                            | композитор |
| 2007 | ф   | Пекло                           | Sunshine                              | композитор |
| 2007 | ф   | 28 недель спустя                | 28 Weeks Later                        | композитор |
| 2009 | ф   | Последний дом слева             | The Last House on the Left            | композитор |
| 2009 | ф   | Дрянные промоутеры              | The Janky Promoters                   | композитор |
| 2009 | ф   | Инкассатор                      | Armored                               | композитор |
| 2010 | ф   | Пипец                           | Kick-Ass                              | композитор |
| 2021 | ф   | Отряд самоубийц: Миссия навылет | The Suicide Squad                     | композитор |
| 2023 | ф   | Стражи Галактики. Часть 3       | Guardians of the Galaxy Vol.3         | композитор |

## Дискография
Далее представлен список музыкальных альбомов, в создании которых Джон Мерфи в том или ином качестве принял участие. Источник — Discogs.

### Релизы
| Год  | Название                                                   | Лейблы                       |
| ---- | ---------------------------------------------------------- | ---------------------------- |
| 2002 | Season Song / Taxi (Ave Maria)                             | XL Recordings                |
| 2005 | Millions                                                   | Milan Records                |
| 2007 | 28 Weeks Later: Original Motion Picture Soundtrack         | Fox Music La-La Land Records |
| 2008 | Sunshine: Music From The Motion Picture                    | Fox Music Nexus Records      |
| 2009 | The Last House On The Left (Original Motion Picture Score) | La-La Land Records           |

### Продюсирование
| Год  | Название                                   | Лейблы                                              | Сотрудничество |
| ---- | ------------------------------------------ | --------------------------------------------------- | -------------- |
| 1998 | Lock, Stock & Two Smoking Barrels [O.S.T.] | Island Records                                      |                |
| 2008 | Raw Footage                                | Lench Mob Records Playground Music Scandinavia Edel | Ice Cube       |

### Участие
| Год  | Название                                            | Лейблы                    | Участие             | Сотрудничество  |
| ---- | --------------------------------------------------- | ------------------------- | ------------------- | --------------- |
| 1985 | Lambs To The Slaughter (a.k.a. Selfish EP)          | Warner Bros. Records      | исполнитель         | Питер Койл      |
| 1987 | Fingers & Thumbs                                    | Portrait                  | басист, гитарист    | Томас Ланг      |
| 1987 | Scallywag Jaz                                       | CBS Records               | басист, гитарист    | Томас Ланг      |
| 1990 | The Longest Song                                    | Epic Records              | басист, гитарист    | Томас Ланг      |
| 1991 | Kiss Like Ether                                     | Island Records            | гитарист            | Клаудиа Брюккен |
| 1991 | Love: And A Million Other Things                    | Island Records            | басист              | Клаудиа Брюккен |
| 1991 | The Lost Letter Z                                   | Dry Communications Ltd.   | басист, гитарист    | Томас Ланг      |
| 1996 | Versions                                            | Telegraph Records Limited | басист, гитарист    | Томас Ланг      |
| 1998 | Lock, Stock & Two Smoking Barrels [O.S.T.]          | Island Records            | соавтор, сопродюсер |                 |
| 2003 | 28 Days Later [O.S.T.]                              | XL Recordings             | автор, аранжировщик |                 |
| 2008 | A Star Within A Star                                | High Contrast Nu Breed    | соавтор             | Марк Шерри      |
| 2009 | Mondo Sessions 002: Mixed By Darren Tate & Corderoy | Mondo Records             | соавтор             |                 |

### Участие в отдельных треках
| Год  | Название                                           | Лейблы                                             | Сотрудничество |
| ---- | -------------------------------------------------- | -------------------------------------------------- | -------------- |
| 1998 | Lock, Stock & Two Smoking Barrels [O.S.T.]         | Island Records Simply Vinyl (S12) Maverick Mercury |                |
| 2000 | Snatch - Stealin' Stones And Breakin' Bones        | Universal Music (UK) TVT Records                   |                |
| 2003 | 28 Days Later [O.S.T.]                             | XL Recordings                                      |                |
| 2003 | Intermission (Originial Motion Picture Soundtrack) | EMI Music                                          |                |
| 2005 | Miami Vice - Original Motion Picture Soundtrack    | Atlantic                                           |                |
| 2008 | Soundsystem 01                                     | Hope Recordings Nettwerk                           | Hybrid         |
| 2009 | Creating A Mind - The Ambient Part One             |                                                    |                |